# Henryk Florkowski
Henryk Florkowski (ur. 14 lipca 1921 w Lesznie, zm. 26 grudnia 2003 w Kościanie) – lekarz (dr nauk medycznych, posiadał specjalizację 2. st. z zakresu chorób wewnętrznych), społecznik, regionalista, popularyzator ziemi kościańskiej.

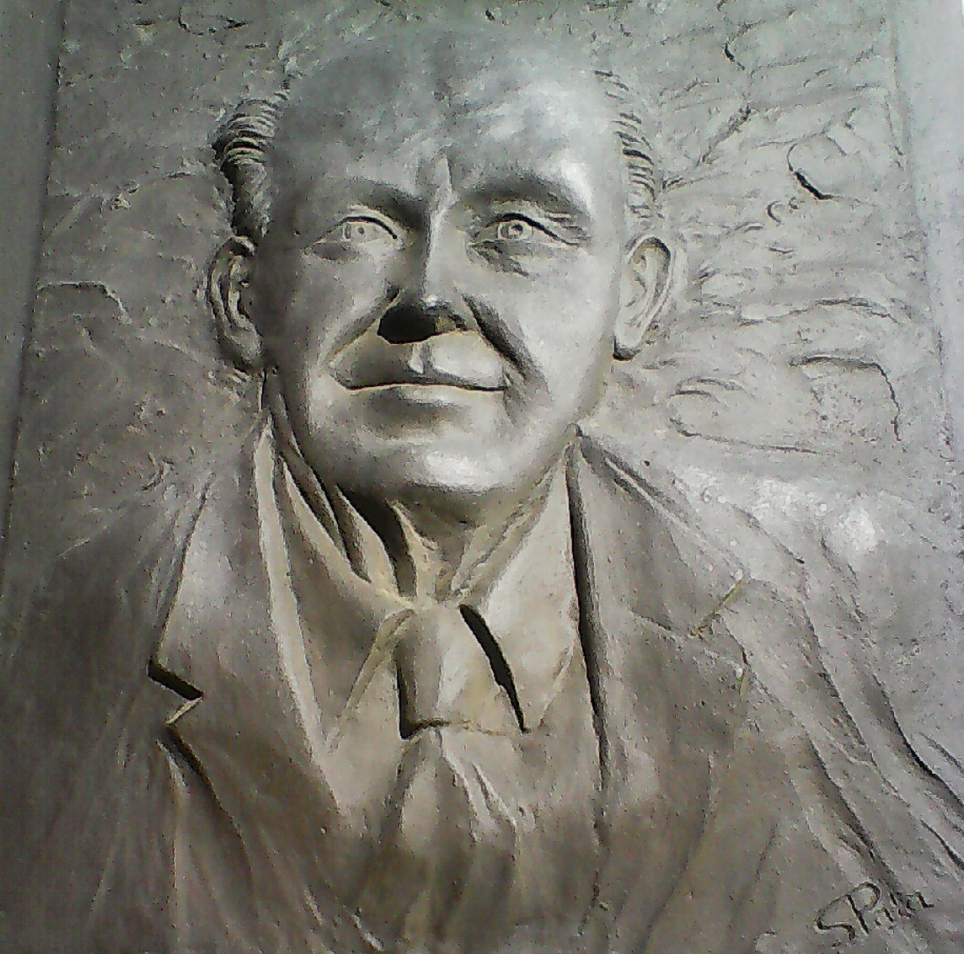
Tablica pamiątkowa poświęcona dr. Florkowskiemu na ścianie ratusza w Kościanie

## Życiorys
Pierwsze lata swojego życia spędził w Lesznie. Uczęszczał tam do szkoły powszechnej, gimnazjum oraz Państwowego Liceum im. Stanisława Leszczyńskiego (do wybuchu II wojny światowej). Podczas okupacji został wysłany na roboty przymusowe do Niemiec. W 1941 podjął próbę ucieczki, aresztowano go jednak i osadzono w obozie karnym. Po ciężkiej chorobie został zwolniony i w 1942 wrócił do Polski. Tam kontynuował naukę na tajnych kompletach i w 1943 zdał egzamin maturalny. Po wojnie rozpoczął studia na Wydziale Lekarskim Uniwersytetu Poznańskiego. Dyplom uzyskał w roku 1950. W 1967 doktoryzował się.
Z Kościanem związał się od roku 1948. Początkowo jako asystent w Państwowym Sanatorium dla Nerwowo Chorych, później jako kierownik powiatowego ośrodka zdrowia, następnie jako kierownik przychodni obwodowej. W latach 1954–1980 pracował w szpitalu powiatowym jako ordynator oddziału wewnętrznego (w latach 1960–1965 był dyrektorem tego szpitala).
Wiele miejsca w swoim życiu poświęcił działalności społecznej. W latach 1954–1961 był sekretarzem Zarządu Koła Polskiego Towarzystwa Lekarskiego w Kościanie. Przez wiele lat działał w Polskim Czerwonym Krzyżu. Angażował się w szereg inicjatyw społecznych na rzecz medycyny i oświaty zdrowotnej. Był m.in.: wiceprzewodniczącym Społecznego Komitetu Obchodów 600-lecia Kościańskiego Szpitalnictwa oraz wiceprzewodniczącym Kościańskiego Towarzystwa Rozwoju Służby Zdrowia. Inicjował i współorganizował wiele sesji, sympozjów oraz konferencji naukowych i popularnonaukowych.
Jego kolejną pasją była działalność regionalna. Był współzałożycielem i wieloletnim prezesem Towarzystwa Miłośników Ziemi Kościańskiej. Zapoczątkował szeroką działalność publicystyczną i wydawniczą Towarzystwa. Napisał i wydał Słownik lekarzy kościańskich, był redaktorem dziewięciu tomów Pamiętników TMZK. Jego dorobek to także ponad dwieście różnych innych artykułów i opracowań dotyczących regionu. Oprócz tego wygłosił wiele prelekcji, przypominając sylwetki zapomnianych, a zasłużonych dla ziemi kościańskiej ludzi. Zajmował się także działalnością ekologiczną, przyczyniając się do powstania parków krajobrazowych: przemęckiego i im. gen. Dezyderego Chłapowskiego.
Jest patronem Muzeum Regionalnego w Kościanie oraz odbywającego się corocznie Międzynarodowego Kościańskiego Półmaratonu.
Rada Miejska Kościana uchwałą nr XXV/260/2000 z 21.12.2000 r. nadała Henrykowi Florkowskiemu honorowe obywatelstwo miasta Kościana.